# Symphlebia primulina
Symphlebia primulina là một loài bướm đêm thuộc phân họ Arctiinae, họ Erebidae.